# Hokuto Omori
Pour les articles homonymes, voir Ōmori.
Hokuto Omori (大森北斗, Ōmori Hokuto) (né le 28 juin 1995 à Ebetsu) est un catcheur (lutteur professionnel) japonais, qui est principalement connu pour son travail à la All Japan Pro Wrestling.

## Carrière de catcheur

### All Japan Pro Wrestling (2018-...)

#### Enfants Terribles (2020-2021)
Le 23 février 2021, lui et les autres membres de Enfants Terribles virent Shotaro Ashino du groupe, à la suite d'un désaccord entre ce dernier et Omori et le remplace par Jake Lee qui devient le nouveau leader du groupe après avoir trahi son coéquipier Koji Iwamoto,. Ils sont ensuite rejoint par TAIJIRI et le clan prend le nouveau nom de Total Eclipse.

#### Total Eclipse (2021-2022)
Le 26 juin, lui, Tajiri et Yusuke Kodama battent Black Menso～re, Carbell Ito et Takao Omori pour remporter les AJPW TV Six Man Tag Team Championship,,.
Le 2 janvier 2022, lui et Yusuke Kodama battent Strong Hearts (T-Hawk et El Lindaman) pour remporter les AJPW All Asia Tag Team Championship.
Le 3 janvier 2023, il s'allie à Naruki Doi et Minoru Suzuki pour battre Atsuki Aoyagi, Shuji Ishikawa et Yuma Aoyagi.
Le 23 juillet, lui et Minoru Suzuki perdent contre Zennichi Shin Jidai (Kento Miyahara et Yuma Aoyagi) et ne remportent pas les AJPW World Tag Team Championship. 
Le 5 novembre, ils perdent contre les Saito Brothers (Rei Saito et Jun Saito) et ne remportent pas les AJPW World Tag Team Championship. 
Par la suite, il demande au Champion de La Triple Couronne, Katsuhiko Nakajima, d'être son coéquipier pour la World's Strongest Tag Determination League, mais Nakajima déclare qu'il n'est pas intéressé. Cependant, il continue à lui demander d'être son partenaire. Malgré son refus, l'AJPW les obligent à faire équipe pour le tournoi. N'ayant pas été satisfait de lui, Nakajima a commencé à l'entraîner, ce qui s'est avéré efficace, les conduisant à remporter le tournoi.

## Palmarès
- All Japan Pro Wrestling
  - 1 fois AJPW TV Six Man Tag Team Championship avec Tajiri et Yusuke Kodama
  - 1 fois AJPW All Asia Tag Team Championship avec Yusuke Kodama
  - Junior Tag League (2021) avec Yusuke Kodama
  - World's Strongest Tag Determination League (2023) avec Katsuhiko Nakajima